# Ophiocytium
Ophiocytium ist eine Algen-Gattung aus der Klasse der Gelbgrünen Algen (Xanthophyceae).

## Beschreibung
Die Alge lebt einzeln oder in bäumchenförmigen Verbänden, die mit einem Stielchen festsitzen oder im Plankton schweben. Die Zellen sind zylindrisch bis lang schlauchförmig und dann meist schlangenförmig gebogen. Ihr Durchmesser beträgt 3 bis 30 µm, ihre Länge kann bei über 1000 µm liegen. Junge Zellen haben eine länglich ovale Form und enthalten nur einen Zellkern. Ältere Zellen sind sehr lang gestreckt und besitzen viele Zellkerne sowie wandständige, grün gefärbte Plastiden. Reservekohlenhydrate (Chrysolaminarin) werden außerhalb der Plastiden im Cytoplasma abgelagert. An den Zellenden befindet sich oft ein Stachel. Die Zellwand besteht aus zwei ungleich großen Teilen. Ein Teil ist sehr lang, der andere ist kurz und dient bei der Vermehrung als Deckel.

## Fortpflanzung
Die ungeschlechtliche Vermehrung erfolgt durch die Bildung von Zoosporen mit ungleich langen Geißeln im Inneren der lang gestreckten Zellen. Selten kommt es zur Bildung von Aplanosporen (unbegeißelte Sporen). Nach der Öffnung des Deckels setzen sich die Zoosporen mancher Arten mit einem Stielchen an der Öffnung fest und bilden so bäumchenförmige Kolonien.
Geschlechtliche Fortpflanzung ist nicht bekannt.

## Verbreitung
Ophiocytium lebt im Plankton oder epiphytisch auf Wasserpflanzen und Fadenalgen in stehenden Kleingewässern oder Moortümpeln. Gelegentlich findet man die Gattung auch in eutrophierter Gewässer. Ophiocytium maius lebt in eisenhaltigen Gewässern oft massenhaft.

## Arten (Auswahl)
- Ophiocytium apiculatum
- Ophiocytium arbuscula
- Ophiocytium capitatum
- Ophiocytium cochleare
- Ophiocytium lagerheimii
- Ophiocytium parvulum